# San Juan Bosco (kanton)
San Juan Bosco – kanton w prowincji Morona-Santiago, w Ekwadorze. Stolicą kantonu jest San Juan Bosco.